# 荒涼館

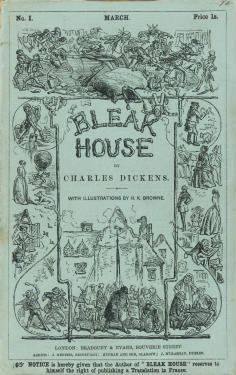
初版本表紙。

『荒涼館』（こうりょうかん、Bleak House）は、チャールズ・ディケンズの長編小説。1852年3月から1853年9月にかけて、月々20回に分けて分冊のかたちで刊行されたものである。物語の大筋は、ヴィクトリア朝の腐敗した訴訟制度や倒錯した慈善事業、ひいては社会全体を批判的に描いたものである。探偵小説の一面もある。

## あらすじ
霧に包まれたロンドンの大法官裁判所では「ジャーンディス対ジャーンディス」訴訟が延々と続き、心労が原因でトム・ジャーンディスが自殺。たまたま弁護士のタルキングホーンが持っていたジャーンディス訴訟書類を目にしたデッドロック准男爵夫人はその筆跡を見て気を失う。両親を知らぬまま厳格な叔母に育てられ、彼女の死後しばらくジョン・ジャーンディスの世話で田舎学校にいたエスター・サマソンがロンドンに出てくる。彼女はそこでジャーンディスの被後見人であるリチャード・カーストン、エイダ・クレアと合流する。三人は裁判の狂気に取りつかれた老婆フライトに出くわした後、アフリカに執心するジェリビー夫人宅に宿泊、娘のキャロライン(キャディー)や息子のピーピィらとも知り合う。彼らは翌日再びフライトに出会い、彼女が間借りしているクルックの古道具店を訪れた後、セント・オーバンズにある荒涼館に移動し、ジョン・ジャーンディスと顔を合わせる。次いでジャーンディスの友人である金銭感覚のないスキンポールと豪快なボイソーンに紹介される。エスターはパーディグル夫人に誘われて煉瓦職人の家を訪ね、赤子の死を目撃し、母親のジェニーにハンカチを渡す。ジャーンダイス側の弁護士「お喋りケンジ」の事務員ウィリアム・ガッピーは、デッドロック家の屋敷を見学した際に夫人の肖像画を見て驚く。ガッピーはエスターに求婚するが、あっさり拒絶される。タルキングホーンは法律関係の文具商スナグズビーを訪ね、デッドロック夫人を驚かせた書類を作成した男ネーモーについて情報を求める。タルキングホーンはその書類の作成者ネーモーが下宿するクルックの古道具屋に赴くが、ネーモーは死体となって発見される。青年外科医アラン・ウッドコートらも駆けつけ、検死審問の後、ネーモーは非衛生的な共同墓地に埋葬される。ロンドンの交差点を清掃する孤児ジョーはその一部始終を目撃していた。タルキングホーンからネーモーの死を聴かされたデッドロック夫人は無関心を装う。エイダとリチャードの間に恋愛感情が芽生える。キャディーは婚約者プリンス・ターヴィドロップと「立ち振る舞いの権威」であるその父親をエスターに紹介する。エスターはフライトの下宿でその主治医アラン・ウッドコートと出会い、次第に惹かれ合う。ジャーンディスはスキンポールに借金の取り立てをしていたネケット(別名コウヴィンシズ)の死を知り、その家を訪ね、残された子供たち(シャーロット(チャーリー)、トム、エマ)に憐れみを覚える。そこにはシュロップシャーの男グリドリーも居合わせていた。ジョーはヴェールを被った謎のメイド姿の女性に頼まれて、ネーモーにゆかりのある場所を案内してやる。
リチャードは職業の選択に際して一向に腰を据える様子を見せない。つてのない貧乏医者であったウッドコートは想いを告げずにエスターに花を残し、生計の目途を立てるために船医として東洋へ旅立つ。エスターらはリンカーンシャーのボイソーンの屋敷を訪れ、教会でデッドロック夫人を見かけたエスターは激しい動揺を覚える。ジョージは借金返済のためにスモールウィード宅を訪ねると、ジョージの軍人時代の友人ホードン大尉が話題に上る。ジョーはスナグズビーに謎の女について話し、偶然そこに居合わせたガッピーもそれを耳にする。スナグズビーはその話をタルキングホーンにする。タルキングホーンはバケット警部に同席してもらった上で、デッドロック夫人のメイドのフランス女、オルタンスをモデルに使って謎の女についてジョーに質問する。ガッピーはネーモーについての情報を得るため、友人のトニー・ジョブリングをウィーヴルの偽名でクルックに下宿させる。ジャーンディスの心遣いで、ネケットの娘チャーリーはエスターのメイドとなる。バケットはグリドリーを逮捕するためにジョージの射撃場を訪れるが、既にグリドリーは息途絶えるところであった。タルキングホーンに促され、スモールウィードはジョージにホードン大尉の筆跡がわかる書類を持っていないか尋ねる。居合わせたバグネット師の助言を得てジョージは協力を断り、タルキングホーンの怒りを買う。レスター・デッドロック準男爵はメイドのローザとラウンスウェル夫人の孫の恋愛に不満を示す。ガッピーはデッドロック夫人にエスターへの気持ちを打ち明け、そのうちホードン大尉(=ネーモー)の手紙を入手して持参するつもりだと伝える。バケット警部らに追われてロンドンから移動させられ、天然痘に冒されたジョーは荒涼館で保護される。しかしジョーは突如姿を消し、天然痘はチャーリー、次いでエスターに伝染する。ガッピーとウィーヴルにホードンの手紙を渡す直前、クルックは自然発火により死亡する。
ガッピーはデッドロック夫人に手紙が入手できなくなったと報告する。タルキングホーンは、スモールウィードを通じて借金のあるジョージに圧力をかけ、ホードンの筆跡が確認できる書類を得る。病気のせいで器量が損なわれたエスターは、ウッドコートを諦めようと自らに言い聞かせる。エスターが回復しリンカーンシャーに滞在している際、デッドロック夫人から自分が母親だと告白される。エスターはガッピー宅を訪れ、変わり果てた容姿を見せつけて自分の出生にこれ以上調査しないように懇願する。リチャードはジャーンディス訴訟に取りつかれ、新たに弁護士ヴォールズを雇って深入りし、ジャーンディスと対立するようになる。エスターはリチャードがスキンポールと親しくするのを心配する。タルキングホーンはデッドロック夫人に、ホードンに関係した彼女の過去を知ったが今まで通り振る舞うなら当面秘密は守ると伝える。デッドロック夫人に解雇されたオルタンスに付き纏われるスナグズビーはタルキングホーンに泣きついて、激しいやり取りの後彼女を追い出す。エスターの出生を聞かされた後、ジャーンディスはエスターに「荒涼館の女主人になって欲しい」と求婚し、ウッドコートを諦めたエスターはこれを受け入れる。帰国したウッドコートに再会したエスターは、彼にリチャードについての懸念を伝えてリチャードを見守るよう依頼する。ウッドコートは疲労したジョーに出くわし、彼をジョージに預けるが、そのまま狙撃場で息を引き取る。デッドロック夫人はローザのためを思い、自分のスキャンダルが広まる前に彼女に暇を出すが、タルキングホーンに約束違反だと非難される。その後、タルキングホーンの死体が自宅で発見される。軍人時代の友人バグネットの夫人の誕生会にジョージと共に参加したバケット警部は、帰り道にタルキングホーン殺人罪で逮捕・身柄を拘束する。
エスターはエイダの誕生日やキャディーの出産で度々ウッドコートを顔を合わせ、彼の見る目は器量を失った自分への同情なのだと自らに言い聞かせる。エイダはリチャードと極秘に結婚し、やがて彼の子を身ごもる。犯人として逮捕されたジョージは弁護士を雇いたがらず、バグネット夫人は説得のために彼の母親ラウンスウェル夫人を連れてきて親子再会となる。バケット警部は捜査の結果、真犯人はジョージでもその時目撃されたデッドロック夫人でもなく、そのメイドのオルタンスだと突き止める。一方で、デッドロック夫人の秘密が数人の者たちに知られた旨をガッピーから報告され、彼女は失踪する。バケット警部はエスターを連れて夫人を捜索するが、ジェニーと衣服を交換したために手間取り、ウッドコートの協力も得てホードンの墓の前にたどり着くが、既に事切れていた。エスターはウッドコートから求婚されるが、既にジャーンディスの求婚を受け入れてしまったために拒絶し、彼の見る目が同情ではなく愛情だったと分かった彼女は涙を流し憔悴する。裁判が延々と続く仲、バケット警部はスモールウィードが隠していた重要証拠物件(最新の遺言書)を取り上げ、これで裁判がリチャード達にも有利に進むことを報告する。ジャーンディスはエスターにウッドコートの新しい家を世話するために呼び出す。ウッドコートの新しい家は「荒涼館」であり、ジャーンディスは秘密裏に進めてきた計画を話し自分の求婚は間違っていたと婚約を解消し、エスターは愛するウッドコートと結婚する。訴訟は遺産を残らず費用として使い切った形で突然結審し、リチャードは一文の財産も入らないという落胆と失望の中で息を引き取る。ジョージは家族と和解し、デッドロック家の緑地の小屋に落ち着く。ジョンはエイダの世話に余生を送る。最後に「荒涼館の女主人」になったエスターが幸せな結婚生活と共にこの七年間の周囲の変遷を語る。

## 登場人物
エスター・サマソン(Esther Summerson)
主人公。「この物語で私に割り振られた分」としてほぼ半分の章で語り手をつとめる。誰からも親しまれる善良で賢明な少女。実のおばであるバーバリーに育てられたのち、エイダの世話係として荒涼館に迎えられ、家政を委ねられるようになる。浮浪児のジョーから小間使いのチャーリーを通じて天然痘をうつされて容貌が一変した際に、求婚者ウィリアム・ガッピーが離れていく描写があることや美貌のデッドロック夫人に似ていることなどから、(本人は認めないが)容姿端麗なようである。
ホノリア・デッドロック(Honoria, Lady Dedlock)
チェズニー・ウォールドの美しく高慢な準男爵夫人。夫のレスターと結婚する前にホードン大尉との間にエスターを私生児として出産するが、姉のバーバリーに娘は死んだと聞かされている。母親であるためエスターに容姿が似ている。
ジョン・ジャーンディス(John Jarndyce)
荒涼館の主人。「ジャーンディス対ジャーンディス訴訟」の当事者で、リチャードとエイダの後見人。エスターに惹かれており、天然痘で器量を損なったためにウッドコートを諦めた彼女に求婚して受け入れられるが、インドから帰国したウッドコートが相変わらず彼女を愛しているのを目の当たりにし、婚約状態に苦しむ彼らを結婚させるべく内密に画策する。
エイダ・クレア(Ada Clare)
ジョン・ジャーンディスの被後見人。いとこのリチャードと愛し合うが職業に対して移り気なリチャードにエスターともども心を痛める。リチャードと極秘に結婚し、彼が亡くなった後、男児を出産する。
リチャード・カーストン(Richard Carstone)
ジョン・ジャーンディスの被後見人。基本的に善人だが何をやっても長続きせず周囲を心配させ、「ジャーンディス対ジャーンディス訴訟」をめぐってジョン・ジャーンディスとも対立するに至るが、徐々に深入りし、心身共に持ち崩す。最後は結審した訴訟に落胆したショックで息を引き取るが、今わの際にジャーンダイスと和解する。
ハロルド・スキムポール(Harold Skimpole)
芸術の才があり医師の資格も持っているが、「世事には子供同然の人間」「金や時間の観念はまったくない」と自称して友人のジョン・ジャーンディスやリチャードなどに寄生して生活し、結果的にリチャードの身を持ち崩す一因になった。妻と三人の子供を持つ。ジョーの伝染病の危険性に気付き、バケットから賄賂を受け取って追い出す。文人リー・ハント(Leigh Hunt)がモデルだといわれている。
ジェリビー夫人(Jellyby)
ジェリビー家の主婦だが、アフリカ・ニジェール川地方に関する慈善事業に全ての関心が向いており、家のことは完全に放置状態で荒れ放題である（作者によって「望遠鏡的博愛(telescopic philanthropy)」と揶揄されている）。
キャディ・ジェリビー(Caddy Jellyby)
ジェリビー夫人の娘だが、母親は娘の教育にほとんど無関心で慈善事業の手紙を筆記させる書記ばかりやらせている。エスターと意気投合し、ダンス教師プリンス・ターヴィドロップと結婚するに当たっては（ジェリビー夫人が全く関心を示さなかったせいもあり）エスターに大いに助けを借りた。
タルキングホーン(Tulkinghorn)
デッドロック准男爵家の顧問弁護士で、冷徹・冷酷な老人。デッドロック准男爵夫人の秘密を探るべく暗躍する。
クルック(Krook)
よろず古物屋を営む酒飲みの人物。デッドロック准男爵夫人の秘密にかかわる書類を人に渡す約束の夜に、人体自然発火で死亡。
ジョー(Jo)
道路清掃人として生計を立てる浮浪児。ネーモーことホードン大尉の死を目撃し、デッドロック夫人を現場で案内する。それをタルキングホーンに知られ、ロンドンから追い出される。
たまたま荒涼館の前にいたところをエスターに拾われるも、伝染病の危険性を知っているスキンポールがバケット警部に密告したためエスターたちが気づかない間に追い出される。その後、ウッドコートに保護されるが、預け先のジョージのもとで死亡する。
アラン・ウッドコート(Allan Woodcourt)
浅黒く日焼けした、控えめな態度の青年外科医。腕は立つが、何のつてもなく貧乏人ばかり相手にするため経済的に困窮している。患者の老婆フライトを介してエスターと知り合い、間もなく相思相愛の関係になる。作中を通してエスターに深く関連した人物の最期に立ち会っている。インドから帰国後はエスターの願いを聞き入れ、リチャードの助言者になっている。家柄を自慢する母親の価値観を良く思っていない。
バケット刑事
タルキングホーンに協力した警察関係者。ジョーに対して冷たくする場面もあるが、悪い人物ではない。後半で殺人事件の捜査を進めたり、失踪したデッドロック夫人をエスターやアランと共に捜索する。また、スモールウィード老人が隠していた重要証拠物件を発見した。

## 映像化・舞台化

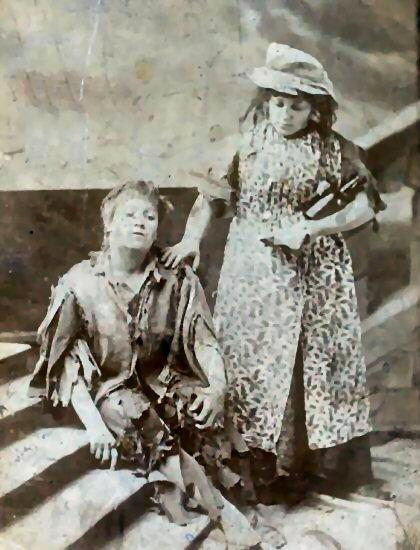
ジョーを演じるジェニー・リー

19世紀後半に本作は舞台化され、ファニー・ヤナーチェクがデッドロック準男爵夫人ホノリアとその侍女であるオルタンスの二役を演じた。（この二人は同時に舞台に現れることはなかった） 
1876年には、ジョン・プリングル・バーネットによる演劇Joが上演された。バーネットの妻であるジェニー・リーがジョーの役を演じ、ロンドンで成功を収めた。
1893年、舞台版『荒涼館』がジェーン・クームズ主演で上演された。
1901年、短編映画 en:The Death of Poor Joeが上映され、世界で初めて映画化されたディケンズの作品となった。
『荒涼館』は1920年と 1922年にも映画化されており、1922年のバージョンではシビル・ソーンダイクがホノリアを演じた。
1928年、『荒涼館』をサウンド・オン・フィルム方式（フォノフィルム）のトーキー化した映画が公開され、ブランズビー・ウィリアムズがスモールウィールド老人を演じた。
1998年、BBC ラジオ4が5時間ドラマを放送し、マイケル・キッチンがジョン・ジャーンダイスを演じた。
また、BBCはこれまでに『荒涼館』を何度かテレビドラマ化している。
1959年に放送された Bleak Houseは全11回の連続テレビドラマだった。
2度目のドラマ化であるBleak House（1985年）は全8話の連続テレビドラマとして放送され、ダイアナ・リグとデンホルム・エリオットが主演を務めた。
2005年、『ブリーク・ハウス』全15話の連続テレビドラマとして放送され、アンナ・マックスウェル・マーティン、キャリー・マリガン、チャールズ・ダンス、ジリアン・アンダーソン、デニス・ローソンらが出演した。
『ブリーク・ハウス』は「予定を立ててまで見たいと思えるほどのソープオペラスタイルのテレビドラマで、多くの視聴者を引き付けた」として、ピーボディ賞を受賞した。

## 翻訳
- 『荒涼館』 青木雄造・小池滋訳、ちくま文庫（全4巻）、1989年 
1:ISBN 978-4480022974、2:ISBN 978-4480022981、3:ISBN 978-4480022998、4:ISBN 978-4480023001
元版は 各・筑摩書房 世界文学大系 29、1969年。世界文学全集 22・23、1970年
- 『荒涼館 新訳』 田辺洋子訳、あぽろん社（上・下） 2007年。上:ISBN 978-4870415591、下:ISBN 978-4870415607
- 『荒涼館』 佐々木徹訳、岩波文庫（全4巻）、2017年